# Ron Geesin
Ron Geesin, provavelmente mais conhecido como sendo o co-autor de Atom heart mother dos Pink Floyd, compositor, intérprete, escritor, professor “sound architect” apresentador e designer interactivo, Ron Geesin colaborou também com Roger Waters no inovador Music from the body em 1970, uma gravação que empregava sons do corpo humano como instrumentos.  Após o seu primeiro álbum a solo “A raise of eyebrows” tornou-se uma das primeiras pessoas a possuir uma editora de discos sozinha, editando “As he stands”, “Patruns” e “Right through”.  A sua música cheia de sensibilidades ecléticas e composições peculiares sempre procurou por novas aplicações do som.
Nos anos 90, é editado um par de CDs, “Funny frown”e “Blue fuse” juntando a tecnologia moderna com a sua predilecção para decobrir novos sons.  Em 1994, foi editado “Histery”, uma revisão à sua carreira.  Em 1995 é editado “Land of mist” onde Geesin explora uma colecção sombria de ambiências instrumentais.  No mesmo ano são editados em CD os seus dois primeiros álbuns, e em 2003 o álbum “Right through-and beyond”
http://www.rongeesin.com
http://www.headscope.co.uk